# 山田美樹
山田美樹（1974年3月15日—），日本女性政治家、經產官僚，自由民主黨黨員。出身於東京都品川區。至今連續共當選2屆眾議院議員。在自民黨內屬於清和政策研究會（細田派）。

## 早年經歷
父親是工程師，母親是鋼琴教師。高中畢業於櫻蔭高等學校。大學畢業於東京大學法學部。1996年進入通商產業省（現在的經濟產業省）工作，負責世界貿易組織架構下的貿易談判，以及特許廳的組織改革。26歲到美國哥倫比亞大學留學，取得經營學碩士學位。歸國後被省內安排到內閣官房工作。30歲從經產省退官，先後加入波士頓諮詢公司和愛馬仕。

## 政治生涯
2011年11月，參加自由民主黨東京都連實施的選舉候選人公募合格，被公認為第46屆日本眾議院議員總選舉自民黨在東京都第1區的候選人。山田還受到出身於東京1區，由於年齡問題而引退的前內閣官房長官與謝野馨的大力支援，確認她為與謝野的接班人。2012年舉行的第46屆總選舉，作為政治新人的山田以1,134票的微弱優勢，在東京1區擊敗強敵——民主黨的前經濟產業大臣海江田萬里。在全國300個選舉區中，東京1區是最後一個決出勝負的選區。山田的勝利轟動全國。儘管海江田隨後即在比例區復活當選，而且接任民主黨代表，但比例復活的陰影使海江田一直被指責缺乏做黨首的資格。
兩年後的2014年12月第47屆日本眾議院議員總選舉，山田再次對決海江田。經過兩年的時間，選前各項民調都顯示山田對海江田優勢明顯。加上自民黨決心舉全黨之力支援山田，誓令最大在野黨黨首的海江田在小選舉區落敗。選舉結果山田順利在小選舉區連續兩次擊敗海江田。而且海江田的惜敗率遠比上屆低，意外地未能比例復活，徹底落選。僅當選議員兩年的山田完成了令時隔65年再一次有最大在野黨黨首落選的壯舉。
2017年第48屆日本眾議院議員總選舉，海江田與山田第三次對上，但今次海江田成功復仇，以些微差距勝過山田。山田隨後從比例代表名單中復活當選。

## 政策主張
- 曾經在服飾相關企業愛馬仕日本有經營企劃的經驗，因此打出「通過時尚與文化向世界宣傳」的政治主張。[4]。
- 贊成修改日本國憲法。[5]
- 贊成通過政府解釋憲法行使集體自衛權。[5]
- 不支持日本進行核武装。[5]
- 贊成日本加入跨太平洋戰略經濟夥伴關係協議（TPP）。[5]

## 所属團體和議員聯盟
- 神道政治聯盟國會議員懇談會
- 大家一起参拜靖国神社国会议员会

## 外部連結
- 山田美樹 官方網站
- 山田美樹的Facebook專頁
- 山田美樹的X（前Twitter）